# Doctor Greenwood
Doctor Haydock Greenwood (Blackburn, 31 ottobre 1860 – 3 novembre 1951) è stato un calciatore inglese, di ruolo difensore.

## Carriera

### Club
Nato a Blackburn, studia al Malvern College ed è membro della squadra calcistica del college negli anni 1878-1879. I suoi fratelli maggiori, Thomas ed Harry, giocano nel Blackburn Rovers dal 1875 ed entrambi prendono parte allo storico primo incontro del Blackburn datato 18 dicembre 1875, con Thomas tra i pali ed Harry in attacco. In seguito Thomas è scelto come capitano del club e contemporaneamente Doctor entra in squadra andando a giocare come terzino.
Nel 1882, il Blackburn raggiunge la finale di FA Cup da imbattuta, ma perde 1-0 contro l'Old Etonians: Doctor Greenwood non riesce a giocare la finale a causa di un infortunio.
Greenwood era un giocatore di calcio amatoriale e nel 1882 è stato membro del comitato del Corinthian Football Club durante il periodo di nascita del club.

### Nazionale
Il 18 febbraio 1882 debutta in nazionale a Belfast contro l'Irlanda, vincendo l'incontro per 13-0: ancora oggi è la vittoria più larga nella storia della nazionale inglese.